# Rabenau (Szászország)
Rabenau település Németországban, azon belül Szászország tartományban. Lakosainak száma 4467 fő (2023. december 31.). Rabenau Freital, Bannewitz, Dippoldiswalde, Glashütte és Klingenberg községekkel határos.

## Népesség
A település népességének változása:
| Lakosok száma | 4358 | 4427 | 4376 | 4448 | 4467 |
|               | 2017 | 2019 | 2021 | 2022 | 2023 |